# Bush (álbum)
"Bush" (estilizado como "BUSH") é o décimo terceiro álbum de estúdio do rapper estadunidense Snoop Dogg. Foi lançado em 12 de maio de 2015 no Estados Unidos, pelas editoras discográficas Doggystyle Records, I Am Other e Columbia Records. O álbum foi produzido por Pharrell Williams, com a produção adicional de Chad Hugo, e tem participações de artistas de R&B notáveis como Stevie Wonder e Charlie Wilson, e outras participações como Kendrick Lamar, T.I., Rick Ross e Gwen Stefani.
Desde o seu lançamento "Bush" recebeu críticas favoráveis a partir dos críticos da musica. O álbum estreou no numero um da Billboard R&B/Hip-Hop Albums.

## Antecedentes
Em 28 de agosto de 2014 foi liberado um vídeo do que seria uma previa de uma das canções trabalho em conjunto entre Snoop e Pharrell. Mais tarde em Setembro de 2014, o rapper anunciou em sua conta no Instagram, seu novo trabalho em conjunto com Pharrell.
O LP é o primeiro Disco de estúdio inteiramente de Hip Hop lançado por Snoop desde Doggumentary, lançado em 2011. Sendo que naquele mesmo ano, Snoop juntamente com Wiz Khalifa lançou a Banda sonora Mac & Devin Go to High School, da qual foi extraído o single Young, Wild & Free, top dez na Billboard Hot 100, e indicado ao Grammy Awards. Nesse período o rapper lançou o Extended play Stoner's do subgênero do Hip Hop stoner rap, seis dias mais tarde do lançamento do EP, o cantor mudou sua alcunha para Snoop Lion, e lançou seu primeiro álbum de Reggae, intitulado Reincarnated, álbum que veio ser indicado ao 56th Annual Grammy Awards na categoria Melhor álbum de Reggae. No final de 2013 o artista mudou sua alcunha novamente, dessa vez para Snoopzilla, em menção a Bootzilla, e se juntou a o produtor musical Dâm-Funk para lançar o aclamado pela crítica álbum colaborativo inteiramente de Funk intitulado 7 Days of Funk.

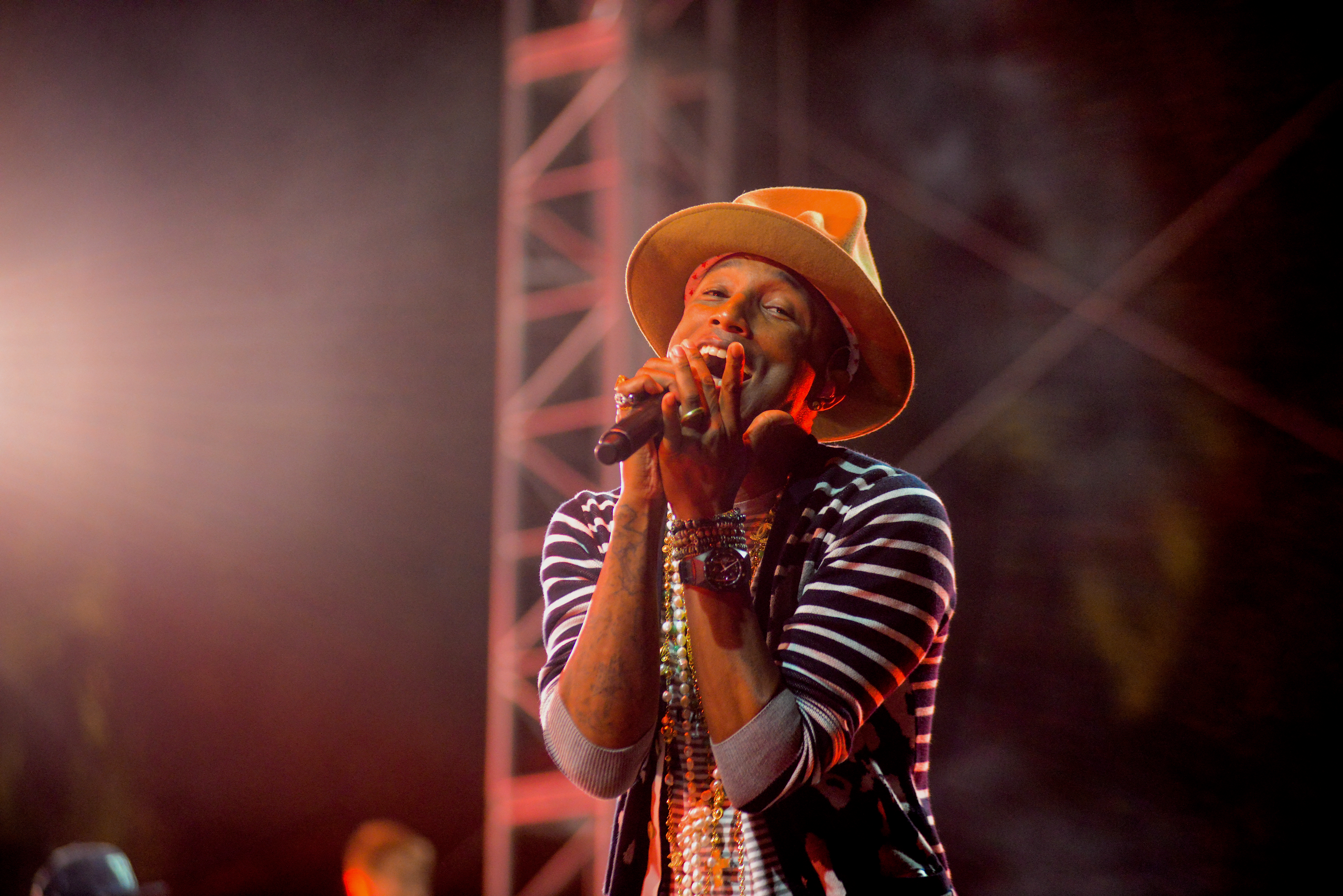
Pharrell Williams, o principal responsável pela produção do álbum

O título do álbum foi divulgado pelo rapper em janeiro de 2015, na convenção Consumer Electronics Show que ocorreu em Las Vegas.
Inicialmente seu lançamento previsto para Março de 2015, e depois confirmado para 12 de maio do mesmo ano.
Mais tarde, na primeira sexta-feira de fevereiro de 2015, Snoop publicou em sua conta no instagram uma foto de uma jaqueta com o nome do disco como estampa, e em 17 do mesmo mês o rapper publicou em seu canal no YouTube um vídeo promocional do disco, no qual ele enrola e depois fuma uma baseado, tendo ao fundo batidas de Funk e Disco, semelhantes as usadas nas colaborações de Pharrell no álbum Random Access Memories, da dupla Daft Punk, e  ainda semelhantes as de seu segundo álbum de estúdio GIRL.
Em 3 de março foi divulgada a arte da capa, na qual estão presentes diversos arbustos verdes, em referencia a cannabis, de diversos formatos e tamanho, juntamente com um cachorro azul, uma referencia a gangue de rua Crip, mordendo uma das plantas.
Em 22 de abril a Columbia Records por meio de sua pagina oficial na internet publicou uma foto de Snoop e Pharrell em um salão inspirado na arte da capa do disco. A lista de faixas completa do álbum foi divulgada em 29 de abril de 2015.
Mais tarde mais dois vídeos de Snoop e Pharrell dialogando sobre as faixas do disco foi publicado no VEVO.

## Gravação e produção
O álbum foi inteiramente produzido por Pharrell Williams e teve produção adicional de Chad Hugo, seu par no duo The Neptunes. Pharrell já tinha trabalhado em parceria com o rapper nos álbuns Paid tha Cost to Be da Boss de 2002, R&G (Rhythm & Gangsta): The Masterpiece de 2004, Tha Blue Carpet Treatment de 2006, Ego Trippin' de 2008. e algumas poucas faixas do álbum Malice n Wonderland de 2009, como membro do Neptunes. Sendo os principais produtores do artista na década anterior ao lançamento do álbum.

"É melhor que GIRL, Bush tem grande chance de ganhar um Grammy"

Afirmou Pharrell durante entrevista a radio Power 106 FM.
A parceria entre os dois artistas já rendeu diversos singles de sucessos e canções bem recebidas por publico e crítica tanto para Snoop Dogg quanto para Pharrell, entre eles estão From tha Chuuuch to da Palace, Beautiful, Drop It Like It's Hot, Let's Get Blown, Signs, 10 Lil' Crips, Perfect, Sets Up It Blows My Mind, entre outros. Snoop declarou em entrevista que é uma sensação boa estar de volta ao estúdio para produzir mais um Disco: "É um grande disco, e Pharrell o fez de cima a baixo. É uma sensação boa e eu estou feliz por estar de volta ao estúdio trabalhando com um dos meus produtores favoritos, com meus manos. É diferente, é completamente diferente do que qualquer coisa que já fizemos. É uma sensação boa, parece bom, parece ser bom." A partir de outubro de de 2014 tanto Snoop quanto Pharrell começaram a postar diversas fotos em suas redes sociais, de ambos em estúdios de gravação preparando aquele que seria a produção do disco.

## Estilo musical
"É um grande disco, Pharrell meu ajudou nele de cima a baixo"

— Snoop falando sobre seu álbum em meados de 2014.
Ao contrario do que foi feito em todos os seu álbuns solo anteriores, o artista inovou tendo a Funk music como uma das principais influencias do disco. Utilizando elementos de metais, e guitarras elétricas nas canções, e trazendo participação de grandes nomes do gênero, como Stevie Wonder e Charlie Wilson. Durante entrevista ao jornal New York Times, Snoop afirmou: "Há um vácuo no mercado para esse estilo de música. Eu acredito que se o rap não existisse, eu seria cantor de R&B. Eu teria sido como o Rick James, um renegado."
Também estão presentes no álbum influencias da Disco music, e pitadas e West coast hip hop, estilo que imortalizou o rapper no mercado musical.

## Singles
"Peaches N Cream" foi anunciado como primeiro single do álbum em 7 e janeiro de 2014. O single teve seu primeiro teaser divulgado em 27 de fevereiro de 2015, no qual aparece Snoop, Pharrell e Charlie Wilson em um estúdio de gravação com o sample do single tocando ao fundo, e no mesmo dia divulgou uma imagem da gravação do videoclipe. entre 27 de fevereiro á 9 de março foram divulgados três teaser de aproximadamente quinze segundos, nos quais apareciam cenas de Snoop, Pharrell e Charlie  em um estúdio de gravação, durante o processo de produção do single. A Capa do single foi divulgada em 9 de março de 2015. Foi lançada em 10 de março de 2015, tendo a participação do cantor Charlie Wilson, e vocais não creditados de Pharrell, que tambem produziu a faixa. No mesmo dia foi lançado o vídeo lirico do single na conta do rapper na plataforma VEVO. O vídeo oficial da faixa foi lançado na mesma plataforma em 18 de março de 2015.
O single foi um sucesso nas redes sociais, fazendo ele estrear já na semana de lançamento na primeira posição da Twitter Top Tracks, da revista Billboard. Poucos dias apos seu lançamento Peaches N Cream estreou na quarta posição na Billboard Bubbling Under R&B/Hip-Hop Singles e 49º posição na Billboard R&B/Hip-Hop Airplay
A canção chegou a 41º posição na Hot R&B/Hip-Hop Songs. Fora do país de origem o single chegou a decima quarta posição na Bélgica, decima terceira na Holanda, entrando ainda nas paradas musicais de França, México e Austrália.
"So Many Pros" foi confirmado como segundo single do álbum pelo instagram do rapper em 13 de abril de 2015. Seu lançamento ocorreu simultaneamente com o do videoclipe em 14 de abril de 2015. Assim como o single de abertura do disco, So Many Pros tem seu videoclipe em estilo retro e psicodélico.
"California Roll"  foi lançado como terceiro single no iTunes em 5 de maio de 2015. A faixa tem a participação da lenda do R&B Stevie Wonder, e vocais não creditados de Pharrell. O videoclipe oficial foi lançado na mesma plataforma em 20 de maio de 2015. O single foi o primeiro solo do artista a entrar na Hot R&B Songs.

## Recepção da crítica
| Críticas profissionais | Críticas profissionais |
| Pontuações agregadas   | Pontuações agregadas   |
| Fonte                  | Avaliação              |
| ---------------------- | ---------------------- |
| Metacritic             | (71/100)               |
| Avaliações da crítica  |                        |
| Fonte                  | Avaliação              |
| AllMusic               | [ 1 ]                  |
| Billboard              | [ 65 ]                 |
| Consequence of Sound   | C                      |
| Entertainment Weekly   | (B+)                   |
| Rolling Stone          | [ 68 ]                 |
| The Guardian           | [ 69 ]                 |
| Pitchfork Media        | 6.5/10                 |
| Los Angeles Times      | 3 de 4 estrelas.       |
| XXL                    | (XL)                   |
| Hip Hop DX             | [ 73 ]                 |

Até a data o álbum recebeu criticas mista e positivas dos críticos da musica. Por parte da crítica especializada do Metacritic o disco recebeu seis votos positivos e quatro mistos, fazendo o disco receber 71 pontos em uma tabela que chega até 100 pontos. Com a nota o disco se tornou o segundo álbum mais bem avaliado pelo portal, ficando apenas atrás de seu álbum Paid tha Cost to Be da Bo$$.
O renomado portal musical AllMusic, aclamou o álbum com quatro estrelas em cinco possíveis. Nota por exemplo superior ao clássico Dangerous de Michael Jackson. Dizendo:"...O novo disco Disco-Funk repõe Snoop de volta ao seu lugar...Este álbum é tão conscientemente legal, ela ousadamente abre com um portal no tempo com "California Roll", uma canção que rouba a sensação do dueto de Michael Jackson e Paul McCartney "The Girl Is Mine", pede Stevie Wonder como convidado para sua luz do sol brilhante harmonica, e dá-se maior influência do álbum."
A crítica musical Kris Ex, da revista Billboard avilou: "Como uma ideia o decimo terceiro álbum solo de Snoop Dogg, Bush, soa muito bem. É seu retorno depois do desvio em 2013 para o reggae, Reincarnated (registrado como Snoop Lion), e seu primeiro com um único produtor desde seu clássico álbum de estreia, Doggystyle de 1993, produzido por Dr. Dre (Por outro lado, o último álbum como Snoop Dogg, Doggumentary de 2011, contou com uma dúzia de produtores.) A produção de Pharrell Williams só aumenta o nível de excitação sobre o álbum. Apesar de estar no jogo, enquanto o próprio Snoop, Williams continua a ser uma potência, incontestavelmente com três sucessos notáveis em 2013: "Get Lucky" com Daft Punk, "Blurred Lines" com Robin Thicke e sua solo "Happy". É um casamento feito no céu musical - o artista em busca de uma tela adequada, o produtor precisa de um veículo - que tem rendido ótimos resultados no passado, como o classico do par Drop It Like It's Hot. " Mas, infelizmente, muito sobre Bush, tem letras mornas, dedicadas aos prazeres da maconha e mulheres, sente-se algo meia-boca...Resumindo, Bush é um bom álbum, mas não o melhor de Snoop.
Brian Josephs crítico do site Consequence of sound disse: "...Snoop não foi realmente grande nos últimos tempos. Pharrell Williams é um artista célebre, assim como Snoop, e juntos eles nos trouxeram alegrias como  "Drop It Like It's Hot. O problema com Bush é que o seu emparelhamento não é aventureiro. Isso não quer dizer que Bush é um álbum ruim - é, na verdade o melhor disco de Snoop desde Ego Trippin' de 2008.
Kyle Anderson do portal Entertainment Weekly deu ao disco nota B+, avaliando como: "nenhum rapper envelheceu melhor do que Snoop Dogg, possivelmente porque ele nunca realmente muda. Mesmo que ele não tenha mais o mesmo sucesso de duas décadas antes e este fosse o seu primeiro álbum de estúdio, não o seu 13º, qualquer fã casual saberia exatamente quem eles estavam ouvindo dentro de segundos de jogo pressionando...Snoop não está passando o manto hip-hop para frente, embora. Ele só sabe que um dos segredos para continuarmos relevante no rap é escolher seus amigos sabiamente, especialmente se eles são verdadeiros revolucionários, ou pelo menos ter gosto interessante em chapéus.
Ludovic Hunter-Tilney crítico do jornal britânico Financial Times deu ao disco duas estrelas em cinco possíveis dizendo: "Snoop Dogg está em uma missão para mostrar que você pode ensinar a um cachorro velho novos truques. Nos últimos anos o maestro da costa oeste se reinventou como uma estrela de televisão, um rastafari e agora, em Bush, um aventureiro do funk psicodélico na tradição de George Clinton... Mas a transformação cai por terra, com a produção lisa feita por Pharrell enquanto Snoop canta em um murmúrio sem graça, uma aproximação incolor de seu estilo de rap descontraído.
"Voltou a fazer o que ele faz de melhor" foi o título da crítica de Kate Hutchinson, do renomado jornal britânico The Guardian: O universo agradece a volta do Dogg. Depois de um desvio bizarro em 2013, quando ele mudou seu nome para Snoop Lion, e se converteu ao Rastafarianismo e lançou um álbum de reggae, o rapper tem estado no estúdio com Pharrell novamente e re-abraçou o funk. Bush fez Snoop voltar a fazer o que faz melhor - Vadiando e sobre as batidas, deslizando seu nome em tantos refrões como possível...Ele tem algumas ajudas invejáveis como de Gwen Stefani em Run Away, Rick Ross e Kendrick Lamar em que eu sou I'm Ya Dogg, e gaita de Stevie Wonder na ode à maconha medicinal California Roll...É bom tê-lo de volta.
O diário irlandês, The Irish Times, publicou: "Que Pharrell Williams estava na cadeira do produtor é um bom presságio para o novo álbum do Doggfather sempre lânguido.
Williams sempre soube como tirar o melhor proveito do rapper veterano ao longo dos anos, como "Drop It Like It's Hot", e não há muito a Bush a aplaudir em uma veia similar.
O que é impressionante é continuar abraço do funk do Dogg, embora, soltas e ramificadas, em câmera lenta, baixo pesado que fez seus 7 Days of Funk não esteve presente aqui. Em vez disso, Williams tem o Dogg furtivamente em torno da nave-mãe G-funk Peaches N Cream e So Many Pros, ambos cheios de lisos, sulcos completos de gordura e ganchos fortes, enquanto a experiência Stevie Wonder é em larga escala em California Roll.
A revista disse sobre o álbum que: "Snoop Dogg joga como o outro lado para To Pimp a Butterfly de Kendrick Lamar, Onde Lamar usa o funk para dramatizar as lutas de um nativo do Compton, já Bush usa sulco rítmico do gênero para retratar Los Angeles como um cigarro, sexy, país das maravilhas onde cada dia se sente como um partido do bloco. O primeiro e único Double G está de volta para casa depois de um pequeno desvio para a Jamaica como Snoop Lion - e ele está reunido com Pharrell Williams, seu produtor mais eficiente desde 2000, que o ajuda a cavar mais fundo do que nunca para as vibes dos anos setenta que salpicados sua carreira. A partir do momento da faixa de abertura "California Roll" atinge o seu "Drop It Like It's Hot" linha de base, Bush é um agradável passeio para baixo memória. Heróis como Stevie Wonder (que toca gaita na faixa de abertura) e Charlie Wilson (que canta em "Peaches N Cream") ajudar a transportar o álbum de Snoop e Pharrell década favorita. (A introdução de "This City" também carrega fortes ecos de George Clinton, um colaborador e inspiração desde Doggystyle até os dias atuais.) Nenhum dos dois é um estranho para o rapper - que contou com Wilson em 2004 de "Signs" e na maravilha amostrados na de 2006 "Conversations" mas aqui eles são sutilmente tecido na mistura, ao invés de apenas adicionar algum cred para o encarte.
Há uma qualidade atemporal de charme pateta de Snoop; quando ele canta letras como "Eu sou apenas um esquilo, tentando tirar uma porca" ("I'm just a squirrel, tryna get a nut,") em um dos versos de R U A Feak, ele soa mais flexível do que a maioria dos rappers com mais de 20 anos de experiência que nunca poderia ser imaginado.

## Performance comercial
O álbum estreou na decima quarta posição na Billboard 200, com mais de 27,227 copias vendidas na semana de estreia, e com aproximadamente 3,000,000 de streaming. Bush foi o sexto disco solo de Snoop a estrear no topo da Top R&B/Hip-Hop Albums, e o primeiro a estrear no topo da R&B Albums. Segundo dados da Nielsen SoundScan, o disco foi o oitavo mais vendido no Estados Unidos, durante a semana que se estendeu de 23 à 30 de maio de 2015.
Ate julho de 2015, Bush vendeu 104,000 copias no Estados Unidos. O álbum permaneceu por oito semanas consecutivas no top quinze da Billboard' R&B Albums.
No Reino Unido o disco estreou na vigésima quinta posição na UK Albums Chart e na vice liderança da UK R&B Chart. Ainda na semana de lançamento, o álbum estreou na liderança da parada de álbuns de Hip Hop por vendas digitais no iTunes em três países, sendo eles Canada, Estados Unidos e Reino Unido.
De acordo com dados copilados pela United World Chart, Bush vendeu aproximadamente 50,000 copias em todo mundo em sua semana de lançamento.

## Faixas
| Bush — Edição padrão no Estados Unidos |                                                                             | |                                      |         |  |
| N.º                                    | Título                                                                      | Compositor(es) | Produtor(s)                          | Duração |  |
| 1.                                     | "California Roll" (com a participação de Stevie Wonder & Pharrell Williams) | Calvin Broadus Pharrell Williams | Pharrell Williams                    | 4:12    |  |
| 2.                                     | "This City"                                                                 | Calvin Broadus Pharrell Williams Kelly Sheehan | Pharrell Williams                    | 3:33    |  |
| 3.                                     | "R U A Freak"                                                               | Calvin Broadus Pharrell Williams | Pharrell Williams                    | 3:45    |  |
| 4.                                     | "Awake"                                                                     | Calvin Broadus Pharrell Williams | Pharrell Williams                    | 3:43    |  |
| 5.                                     | "So Many Pros"                                                              | Calvin Broadus Pharrell Williams | Pharrell Williams Chad Hugo ( adc. ) | 4:06    |  |
| 6.                                     | "Peaches N Cream" (com a participação de Charlie Wilson)                    | Calvin Broadus Charles Kent Pharrell Williams Cornell Haynes, Jr. James Brown Garry Shider George Clinton Robert Ginyard, Jr. Walter Morrison Mary Brockert | Pharrell Williams                    | 4:44    |  |
| 7.                                     | "Edibles" (com a participação de T.I.)                                      | Calvin Broadus Pharrell Williams Clifford Harris Jr Ted Chung                                                                                               | Pharrell Williams                    | 3:21    |  |
| 8.                                     | "I Knew That"                                                               | Calvin Broadus Pharrell Williams | Pharrell Williams                    | 3:59    |  |
| 9.                                     | "Run Away" (com a participação de Gwen Stefani)                             | Calvin Broadus Pharrell Williams Brent Paschke | Pharrell Williams                    | 5:13    |  |
| 10.                                    | "I'm Ya Dogg" (com a participação de Kendrick Lamar & Rick Ross)            | Calvin Broadus Pharrell Williams Kendrick Lamar Duckworth William Roberts II                                                                                | Pharrell Williams                    | 4:38    |  |
| Duração total:                         | Duração total:                                                              | Duração total: | Duração total:                       | 41:13   |  |

Notas
- "California Roll" contem vocais adicionais de Pharrell Williams.
- "So Many Pros" contem vocais adicionais de Charlie Wilson, Chad Hugo, Pharrell Williams e Rhea Dummett.
- "This City" contem vocais adicionais de Charlie Wilson e Kelly Sheehan.
- "R U A Freak" contem vocais adicionais de Charlie Wilson e Rhea Dummett.
- "Awake" contem vocais adicionais de Pharrell Williams.
- "I'm Ya Dogg" contem vocais adicionais de Charlie Wilson e Rhea Dummett.

## Créditos
Créditos adaptados do portal Allmusic.
| - Derek "MixedByAli" - Engenheiro - Paul Bailey - Engenheiro assistente - Anita Marisa Boriboon - Direção, Arte, Design - Mike Bozzi - Masterização - Dustin Breeden - Engenheiro assistente - Snoop "Calvin Broadus" Dogg - Compositor, artista principal - Mary Brockert - Compositor - Ted Chung - A&R, Compositor, Coordenação - George Clinton - Compositor - Andrew Coleman - Arranjo, Edição Digital, Engenheiro, guitarra (elétrica), sintetizador - Jacob Dennis - Engenheiro assistente - Alexandra DePersia - A&R, Coordenação - Matthew Desrameaux - Engenheiro assistente - Kendrick Lamar Compositor, artista convidado - Rhea Dummett - Palmas, vocais, vocais de fundo - Jerry Edouard - A&R, Coordenação - Eric Eylands - Assistente de mixagem - Brian "Big Bass" Gardner - Masterização - Hart Gunther - Engenheiro Assistente, engenheiro - Mick Guzauski - Mixagem - Clifford Harris, Jr. Compositor - Cornell "Nelly" Haynes Jr. - Compositor, vocais - Guillaume Hery - Produtor - Phi Hollinger - Palmas, diretor criativo, vocais - Ghazi Hourani - Engenheiro assistente - Chad Hugo - Produção adicional, vocais de fundo - James Hunter - Engenheiro - Todd Hurtt - Engenheiro assistente - Philippe Jarrigeon - Fotografia | - Chad Jolley Assistant Engineer - Robert Ginyard Jr - Compositor - Esteban Krolj - Engenheiro assistente - Ward Kuykendall - Engenheiro assistente - Nazaré LaMay - A&R - Mike Larson - A&R, arranjo, coordenação, edição digital, engenheiro - Adrien Levinger - Produtor - Justin Li - A&R, coordenação - PJ McGinnis - Engenheiro assistente - Walter Morrison - Compositor - Brent Paschke - Compositor, guitarra (acústica), Guitarra (elétrica) - Jacob Patterson - Engenheiro assistente - Danny Ponce - Engenheiro assistente - William Roberts - Compositor - Fatima Robinson - Palmas, Vocais - Rick Ross - Artista convidado - Kelly Sheehan - Compositor, engenheiro, vocais de fundo - Garry Shider - Compositor - Gwen Stefani - Artista convidado - T.I. - Artista convidado - Nick Valentin - Engenheiro assistente - Eric Weaver - Engenheiro assistente, Assistente de mixagem - Helen Williams - Palmas, vocais - Mark Williams - A&R - Pharrell Williams - Palmas, Compositor, Produtor executivo, produtor, vocais, vocais de fundo - Charlie Wilson - Artista convidado, vocais de fundo - Stevie Wonder - Artista convidado, Harmonia |

## Desempenho nas paradas
| \| Paradas (2015) \| Melhor posição \| \| ----------------------------------------------------- \| -------------- \| \| Alemanha (Offizielle Deutsche Charts)[89] \| 32 \| \| Austrália (ARIA)[90] \| 32 \| \| Austrália (ARIA Urban)[91] \| 4 \| \| Áustria (Ö3 Austria Top 40)[92] \| 34 \| \| Bélgica (Ultratop Flandres)[93] \| 45 \| \| Bélgica (Ultratop Valônia)[94] \| 42 \| \| Brasil (iTunes Album Chart)[85] \| 13 \| \| Canadá (Billboard)[95] \| 13 \| \| Escócia (Official Scottish Albums)[96] \| 39 \| \| Espanha (PROMUSICAE)[97] \| 89 \| \| Estados Unidos (Billboard 200)[98] \| 14 \| \| Estados Unidos (Billboard Top R&B/Hip-Hop Albums)[99] \| 1 \| \| Estados Unidos (Billboard R&B Albums)[100] \| 1 \| \| França (SNEP)[101] \| 21 \| \| Itália (FIMI)[102] \| 31 \| \| Mundo (UWC)[103] \| 11 \| \| Nova Zelândia (Recorded Music NZ)[104] \| 39 \| \| Noruega (VG-lista)[105] \| 32 \| \| Países Baixos (Dutch Charts)[106] \| 35 \| \| Reino Unido (Official Albums Chart)[107] \| 25 \| \| Reino Unido (UK Digital Albums)[108] \| 20 \| \| Reino Unido (UK R&B Albums Chart)[109] \| 2 \| \| Suécia (Sverigetopplistan)[110] \| 58 \| \| Suíça (Schweizer Hitparade)[111] \| 15 \| |                |
| Paradas (2015) | Melhor posição |
| Alemanha (Offizielle Deutsche Charts) | 32             |
| Austrália (ARIA) | 32             |
| Austrália (ARIA Urban) | 4              |
| Áustria (Ö3 Austria Top 40) | 34             |
| Bélgica (Ultratop Flandres) | 45             |
| Bélgica (Ultratop Valônia) | 42             |
| Brasil (iTunes Album Chart) | 13             |
| Canadá (Billboard) | 13             |
| Escócia (Official Scottish Albums) | 39             |
| Espanha (PROMUSICAE) | 89             |
| Estados Unidos (Billboard 200) | 14             |
| Estados Unidos (Billboard Top R&B/Hip-Hop Albums) | 1              |
| Estados Unidos (Billboard R&B Albums) | 1              |
| França (SNEP) | 21             |
| Itália (FIMI) | 31             |
| Mundo (UWC) | 11             |
| Nova Zelândia (Recorded Music NZ) | 39             |
| Noruega (VG-lista) | 32             |
| Países Baixos (Dutch Charts) | 35             |
| Reino Unido (Official Albums Chart) | 25             |
| Reino Unido (UK Digital Albums) | 20             |
| Reino Unido (UK R&B Albums Chart) | 2              |
| Suécia (Sverigetopplistan) | 58             |
| Suíça (Schweizer Hitparade) | 15             |

| Gráficos de sucessão                          | Gráficos de sucessão                                                                                       | Gráficos de sucessão                                              |
| --------------------------------------------- | --- | ----------------------------------------------------------------- |
| Precedido por "Special Effects" por Tech N9ne | Álbuns numero um na Billboard Top R&B/Hip Hop Albums em 2015. 30 de maio à 6 de junho de 2015 (uma semana) | Sucedido por "Hollywood: A Story of a Dozen Roses" por Jamie Foxx |
| Precedido por "Jackie" por Ciara              | Álbuns numero um na Billboard R&B Albums em 2015. 30 de maio à 6 de junho de 2015 (uma semana)             | Sucedido por "Hollywood: A Story of a Dozen Roses" por Jamie Foxx |

## Gráficos das canções
| Ano                                                                          | Música            | Posição nas paradas | Posição nas paradas | Posição nas paradas | Posição nas paradas | Posição nas paradas | Posição nas paradas | Posição nas paradas | Posição nas paradas |
| Ano                                                                          | Música            | EUA                 | EUA R&B             | EUA Rap             | EUA Rhythmic        | EUA Twitter         | AUS                 | BEL                 | FRA                 |
| 2015                                                                         | "Peaches N Cream" | 116                 | 41                  | 19                  | 19                  | 1                   | 93                  | 3                   | 73                  |
| 2015                                                                         | "So Many Pros"    | —                   | —                   | —                   | —                   | 47                  | —                   | —                   | 169                 |
| 2015                                                                         | "California Roll" | —                   | 49                  | —                   | —                   | —                   | —                   | 50                  | 140                 |
| "—" Denota singles que não entraram na parada ou não foram lançados no país. |                   |                     |                     |                     |                     |                     |                     |                     |                     |

## Vendas e certificações
| Estados Unidos |  | 104,000º |
| Vendas totais |  |          |
| Mundo |  | 250,000º |
| *número de vendas baseado na certificação ^ figuras embarques com base apenas na certificação ºnúmeros especificados independente da certificação |  |          |

## Histórico de lançamento
| País           | Data               | Formato                         | Gravadora                           |
| -------------- | ------------------ | ------------------------------- | ----------------------------------- |
| iTunes Radio   | 8 de maio de 2015  | Fluxo de mídia                  | Doggystyle I Am Other Columbia Sony |
| Ásia           | 8 de maio de 2015  | Disco compacto Descarga digital | Doggystyle I Am Other Columbia Sony |
| América do Sul | 8 de maio de 2015  | Disco compacto Descarga digital | Doggystyle I Am Other Columbia Sony |
| Europa         | 8 de maio de 2015  | Disco compacto Descarga digital | Doggystyle I Am Other Columbia Sony |
| França         | 11 de maio de 2015 | Disco compacto Descarga digital | Doggystyle I Am Other Columbia Sony |
| Reino Unido    | 11 de maio de 2015 | Disco compacto Descarga digital | Doggystyle I Am Other Columbia Sony |
| Estados Unidos | 12 de maio de 2015 | Disco compacto Descarga digital | Doggystyle I Am Other Columbia Sony |